# Plegapteryx
Plegapteryx là một chi bướm đêm thuộc họ Geometridae.